# Editio stereotypa
Editio stereotypa (stereotipa) – "wydanie stereotypowe", takie wydanie tekstu, które stanowi dokonaną specjalnymi metodami drukarskimi kopię wydania poprzedniego. Jest to więc takie wydanie, które nie różni się niczym od wydania poprzedniego, będącego jego wzorcem.